# Розпора

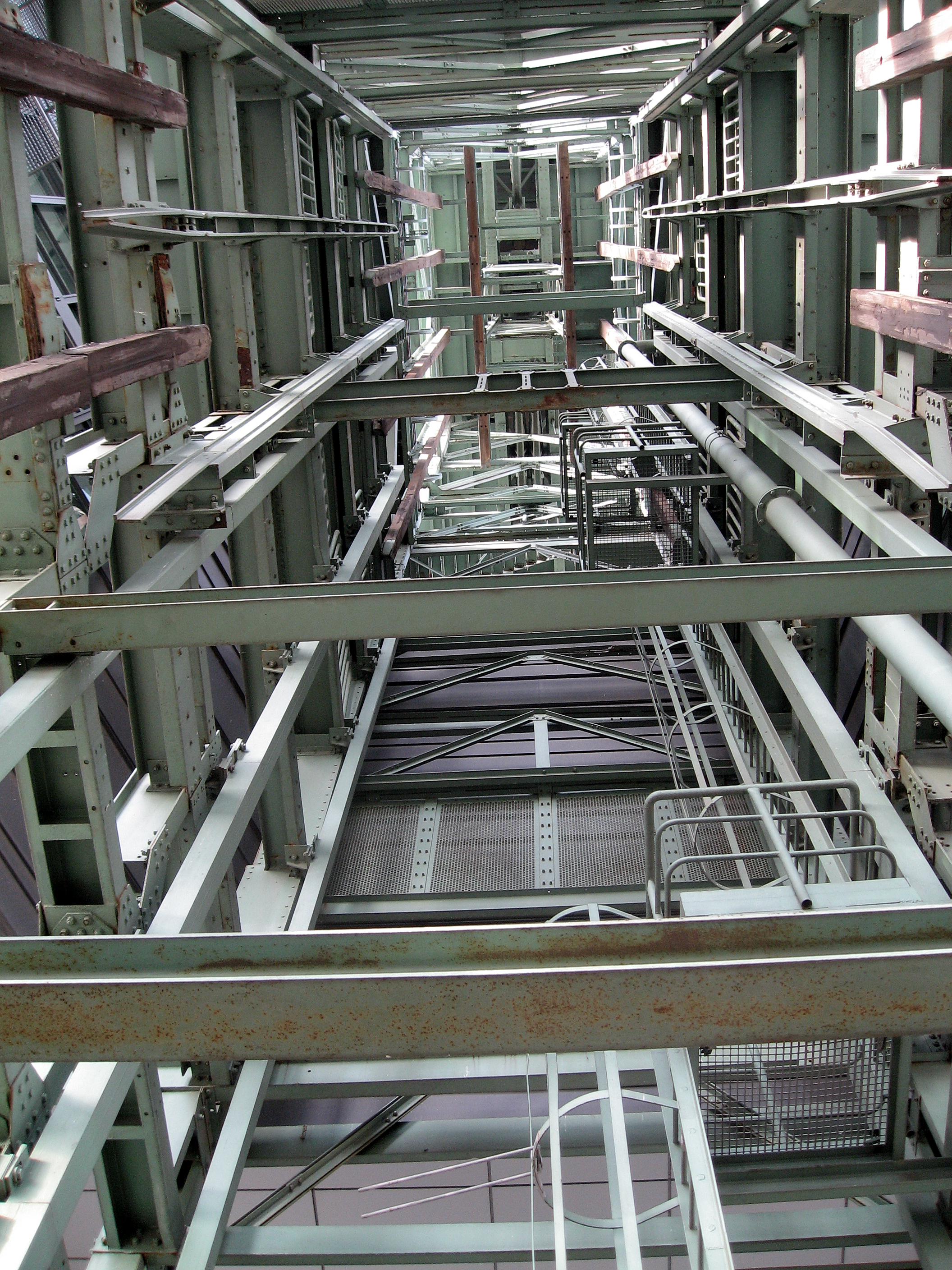
Розпори в шахтному копрі.

Розпо́ра, ро́зстріл (шахтний) (рос. расстрел, англ. bunton, нім. Stoßluge, Einstrich) — тримальна балка, що замурована кінцями (двома або одним) в стінки шахтного ствола (стовбура).

## Загальний опис
Розпора призначена для кріплення провідників, помостів сходового відділення і трубопроводу. Розпори розташовуються по стволу ярусами, в одній площині по вертикалі та горизонталі. 
Розрізняють Р. головні, що служать для кріплення провідників, і допоміжні – для кріплення в стволі помостів, трубопроводів та драбин. Застосовуються Р. металеві (двотаврові балки №№ 20-36, швелерні балки та балки спеціального профілю) і дерев'яні (бруси). Переріз ствола за допомогою Р. поділяється на відділення: підйомне, сходове, трубно-кабельне та ін.

## Ярус розпор
Ярус розпор — система головних та допоміжних розстрілів (розпор), які розташовані в одній горизонтальній площині і являють собою жорстку стержньову систему. Ярус розпор є основою різних схем перерізів стовбура шахти з жорстким армуванням, визначаючи різноманітність існуючих конструкцій армувань. 
Контрольний ярус розпор - при армуванні ствола ярус розстрілів (розпор), який встановлено на 1,5-2,0 м нижче рівня нульового майданчика; на кожному розстрілі контрольного ярусу з високою точністю закріплюють кронштейни зі стулками, в які пропускають шахтні армувальні виски для проєкціювання і розміщення в перерізі стовбура (у відповідності з проектом) розстрілів наступних ярусів.